# Prodănești (okręg Vâlcea)
Prodănești – wieś w Rumunii, w okręgu Vâlcea, w gminie Ionești. W 2011 roku liczyła 314 mieszkańców.